# 南茹八路军总部旧址
南茹八路军总部旧址，位于山西省忻州市五台县茹村乡南茹村，是中华人民共和国全国重点文物保护单位之一。
2004年6月10日，公布为山西省文物保护单位，2013年5月公布为全国重点文物保护单位，是一座近代现代重要史迹和代表性建筑。